# Країна супергероїв. Дякуємо залізничникам! (монета)
Країна супергероїв. Дякуємо залізничникам! — пам'ятна монета НБУ присвячена українським залізничникам. Введена в обіг 14 грудня 2023.

## Опис та характеристики монети
| Номінал грн. | Метал      | Маса, грам | Діаметр, мм. | Якість виготовлення       | Гурт     | Тираж, штук |
| ------------ | ---------- | ---------- | ------------ | ------------------------- | -------- | ----------- |
| 5            | нейзильбер | 16.54      | 35,0         | спеціальний анциркулейтед | рифлений | 50 000      |

### Аверс
На аверсі монети розміщено — стилізований тризуб, складений із залізничних колій, зверху розташовано логотип Банкнотно-монетного двору Національного банку України, рік карбування монети «2023» та герб Украіни, номінал монети 5 та графічний знак гривні. Напис "УКРАЇНА " розташований ліворуч.

### Реверс
На реверсі монети зображено поїзд, стилізований логотипом Укрзалізниці, що виривається з оточення, яке зображено гострими вістрями, спрямованими на нього. Угорі розташовано напис «ДЯКУЄМО ЗАЛІЗНИЧНИКАМ».

## Автори
- Художник — Таран Володимир, Харук Олександр, Харук Сергій.[3]

## Вартість
Під час введення монети в обіг 2023 року, Національний банк України реалізовував монету за ціною 98 гривень.
Фактична приблизна вартість монети, з роками змінювалася так
| Рік        | 2024 | 2025 | 2026 |
| ---------- | ---- | ---- | ---- |
| Ціна, грн. | 225  | 210  |      |